# Freundschaftsgesellschaft Schweden-DDR
Die Freundschaftsgesellschaft Schweden-DDR (schwedisch Föreningen för förbindelser med Tyska Demokratiska Republiken, ab 1977 Förbundet Sverige-DDR) war eine am 23. Oktober 1956 gegründete pro-kommunistische Vereinigung. Die Gesellschaft stellte den wichtigsten kulturellen Partner der DDR in Schweden dar. Sie verstand sich als Teil der schwedischen Friedensbewegung, sollte die Zusammenarbeit zwischen Schweden und der DDR fördern und über den ostdeutschen Staat informieren. Der DDR diente sie zur Public Diplomacy, wirkte bis 1972 vor allem für die politische und diplomatische Anerkennung der DDR durch die westlichen Staaten. Außerdem warb sie um die Verstärkung bilateraler Beziehungen, friedliche Koexistenz sowie Unterstützung des sozialistischen Landes. Ihr Pendant war die Gesellschaft DDR-Norden beziehungsweise die 1981 gegründete Freundschaftsgesellschaft DDR-Schweden.

## Funktionen
Die Aufgabe der Gesellschaft bestand darin, die schwedische Bevölkerung über die DDR zu informieren und die Bestrebungen der DDR zu unterstützen, Beziehungen zu Schweden aufzubauen. Vor der diplomatischen Anerkennung der DDR arbeitete sie vor
allem für dieses Ziel. Ihr Beitrag wurde in Ergänzung zu den staatlichen Bemühungen gesehen. Sie wirkte eng mit dem 1968 gegründeten schwedischen Anerkennungskomitee zusammen. Um das Ansehen des Landes in der schwedischen Gesellschaft zu erhöhen, kamen auf die Freundschaftsgesellschaft folgende Aufgaben zu:
- Durchführung politischer und kultureller Veranstaltungen
- Verbreitung schriftlichen Propagandamaterials (zum Beispiel Vertrieb des Magazins DDR-Revy)
- Vermittlung von politischem, kulturellem und personellem Austausch (Besuche von Kommunalpolitikern und Mitgliedern des Reichstages) sowie politischem Tourismus (Studienurlaube, Kurse für schwedische Deutschlehrer, Verlagslektoren, Übersetzer), der einen bedeutenden Anteil zur Finanzierung der Gesellschaft beitrug

## Organisation
Der Vorstand der Gesellschaft bestand aus Sozialdemokraten und Kommunisten.
Beide Gruppierungen waren paritätisch vertreten, wobei die hauptamtlichen Sekretäre Kommunisten waren.

### Lokalabteilungen
Die ersten Lokalabteilungen wurden Anfang der 1960er Jahre in Malmö und Göteborg gegründet. Erst 1971 folgte eine Lokalabteilung in Stockholm. In folgenden Städten befanden sich weitere Lokalabteilungen der Gesellschaft:
| - Kiruna - Tärnaby - Luleå - Skellefteå - Umeå - Sundsvall - Hudiksvall - Gävle - Uppsala | - Norrtälje - Södertälje - Västernorrland - Västerås - Karlstad - Örebro - Eskilstuna - Norrköping - Linköping | - Borås - Jönköping - Halmstad - Kalmar - Helsingborg - Karlshamn - Sölvesborg - Kristianstad |

### Mitglieder
In den Anfangsjahren nach der Gründung gab es nur etwa 30 bis 60 Mitglieder. Nach der diplomatischen Anerkennung der DDR traten 1973 schon allein 300 Mitglieder des schwedischen Anerkennungskomitees in die Gesellschaft ein. Die Mitgliederzahlen entwickelten sich wie folgt:
| 1961 | 1966 | 1972     | 1973     | 1974     | 1979 | 1982 | 1984 | 1986 |
| ---- | ---- | -------- | -------- | -------- | ---- | ---- | ---- | ---- |
| 300  | 700  | ca. 1100 | ca. 1500 | ca. 1600 | 1230 | 1225 | 1069 | 1069 |

Große Lokalabteilungen in Göteborg oder Stockholm hatten mehrere hundert Mitglieder, kleinere, wie in Södertälje oder Västernorrland, vierzig beziehungsweise sechzig Mitglieder.
Die sinkenden Gesamtmitgliedszahlen lagen in der Überalterung der Gesellschaft und dem fehlenden Interesse junger, politisch interessierter Schweden begründet.

### Finanzierung
Die Gesellschaft war finanziell von der DDR abhängig. Da Mitgliedsbeiträge nur etwa 5 bis 12 Prozent zur Kapitalbeschaffung beitrugen, wurde die Finanzierung hauptsächlich durch Reisetätigkeiten, die den größten Anteil ausmachten, sowie den Vertrieb von Zeitschriften und Publikationen über die DDR gesichert.

### Vorstand
Die zentrale Leitung der Gesellschaft lag in den Händen des bis zu 28-köpfigen Vorstandes. Der erste Vorstand der Gesellschaft setzte sich aus bekannten schwedischen Persönlichkeiten zusammen. Er bestand aus seinem ersten Vorsitzenden, dem Schriftsteller Arnold Ljungdal, dem kommunistischen Reichstagsabgeordneten Fritjof Lager, dem stellvertretenden Vorsitzenden der Baugewerkschaft Stockholm Sture Andersson und der Journalistin Rosalind von Ossietzki Palm.
Der Vorstand wählte aus seiner Mitte die Vizepräsidenten, den Kassenwart und einen Arbeitsausschuss und ernannte den Generalsekretär. Der Vorstand tagte zweimal jährlich, während sich der aus sieben Mitgliedern bestehende und die Geschäfte führende Arbeitsausschuss zehnmal im Jahr traf. Die Gesellschaftskanzlei wurde hauptamtlich vom Generalsekretär geleitet. Er führte die Lokalabteilungen und arbeitete eng mit den DDR-Institutionen zusammen, wie dem DDR-Kulturzentrum und der DDR-Botschaft in Stockholm, der Liga für Völkerfreundschaft und der Gesellschaft DDR-Norden. Vorsitzende der Gesellschaft waren:
- Arnold Ljungdal (1956–1968)
- Stellan Arvidson (1969–1987)
- Bischoff Lars Carlzon (1988–1990)

Bis 1976 wurden jährlich Hauptversammlungen abgehalten, danach alle zwei Jahre. Sie waren das höchste beschließende Organ, wählten den Vorstand und den Vorsitzenden, verabschiedeten Satzungsänderungen und politische Resolutionen. Auf Vorstandsebene existierten Arbeitsgruppen für
- Rekrutierung (Werben neuer Mitglieder)
- Lehrbücher (Darstellung der DDR in schwedischen Unterrichtsmaterialien)
- Ökonomie
- DDR-Reisen

Nach dem Ende der DDR verlor die Gesellschaft ihre Existenzberechtigung und löste sich im Herbst 1990 auf.

## Auszeichnungen
- Großer Stern der Völkerfreundschaft 1976